# Skinnskatteberg

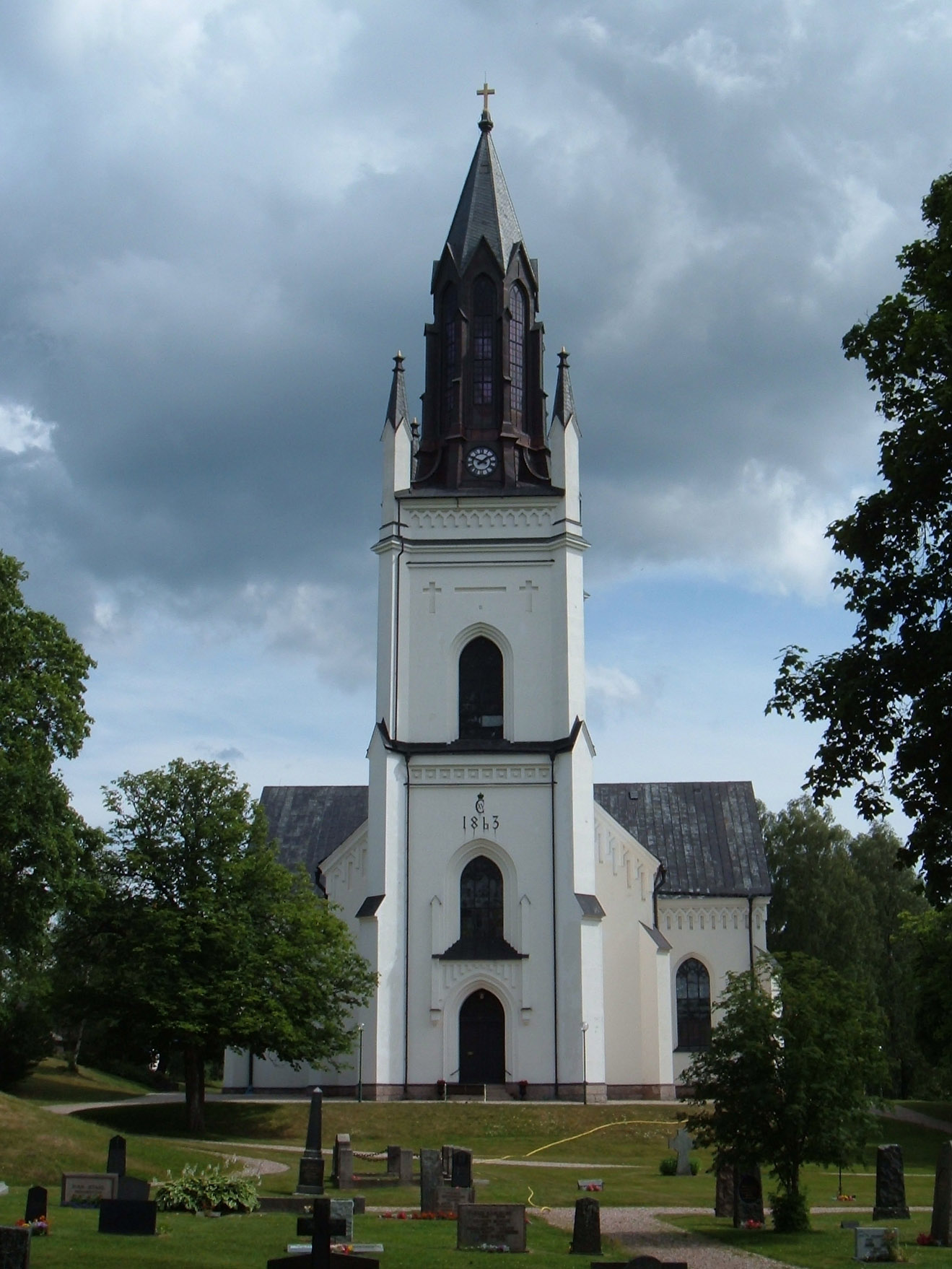
Skinnskattebergs kyrka

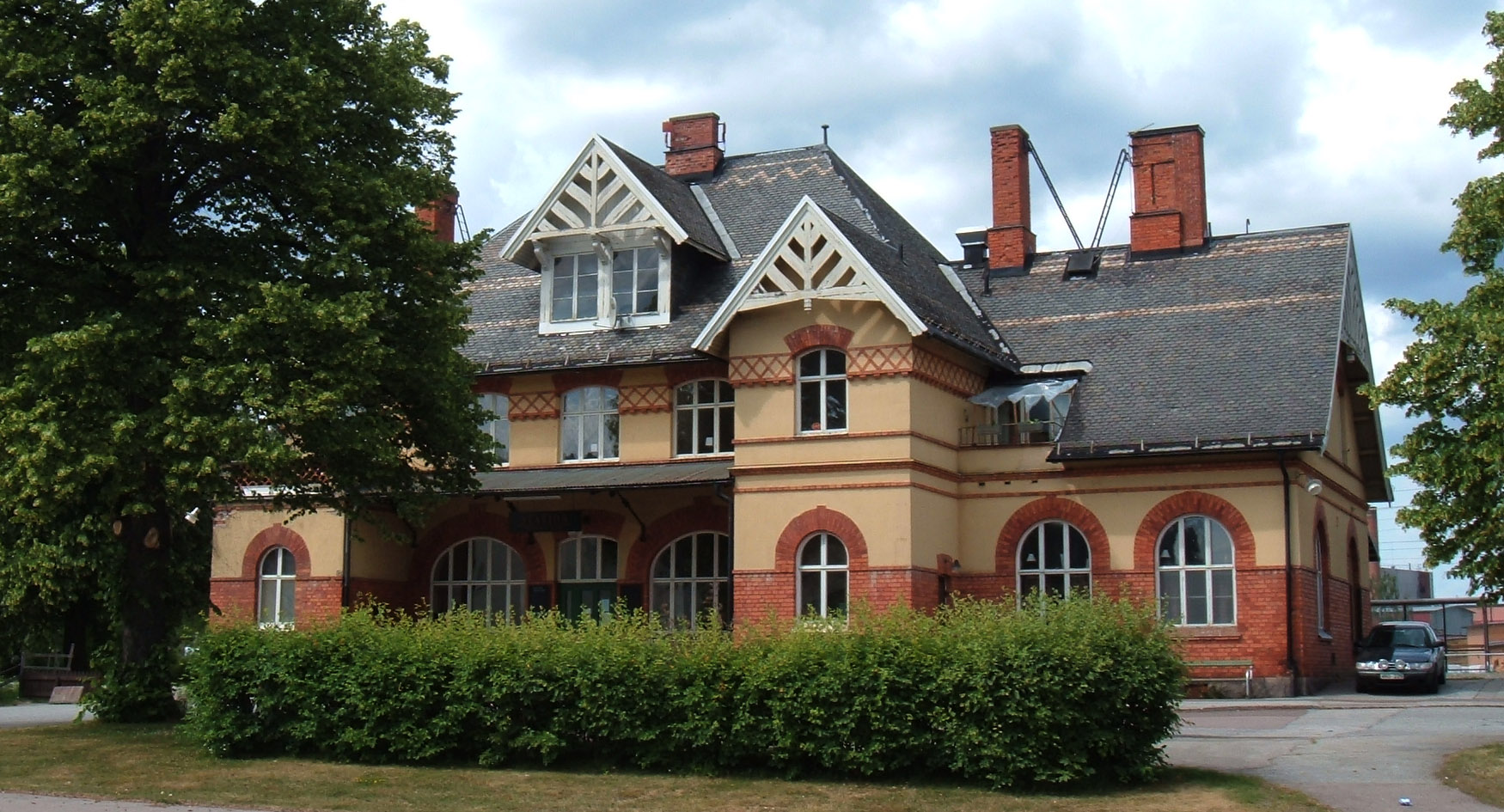
Skinnskattebergs stationshus

Skinnskatteberg (Skinnsberg i folkmun) är en tätort i norra Västmanland och centralort i Skinnskattebergs kommun, Västmanlands län samt kyrkby i Skinnskattebergs socken.
Samhället, som ligger 55 kilometer nordväst om Västerås, är ett gammalt centrum för gruv- och järnhantering. Skinnskattebergs bergslag omnämns tidigast i mitten av 1300-talet. Sedan järnhanteringen lades ned i början av 1900-talet dominerades näringslivet länge av träindustri. Efter stora nedläggningar och rationaliseringar av träindustrin har fläkttillverkaren Systemair tagit över som den största arbetsgivaren. I Skinnskattebergs herrgård bedriver Sveriges lantbruksuniversitet (SLU) utbildning av skogsmästare, Skogsmästarskolan. 

## Historik
Ortnamnet, Skynzekkeberge, finns belagt redan i mitten av 1300-talet. I Elof Hellquists Svensk etymologisk ordbok (1922) står att namnet är genitiv plural av skinnsäck, och Erik Tuneld skriver att orten förr hette Skinnsäckeberg.
Snart kom hamrar och hyttor att anläggas på flera platser i området. 1540 omnämns Kyrkebyhytta och 1570 Hendrichs Skrivares hammare. År 1582 anlades en kronomasugn som 1609 kompletterades med en hammare. År 1611 tillkom även en kopparhytta. På 1620-talet lades både kronohammaren och kronohyttan ned. 
Genom den rika tillgången på malm och skog i trakten uppstod under denna tiden en mängd bruk: Riddarhyttan, Uttersberg, Baggå, Färna, Karmansbo och Bernshammar.
Skinnskatteberg kom att bli ett av de yngsta bruken. Skinnskattebergs bruksegendom uppstod genom sammanslagning av flera enskilda hyttor och hammare utmed Baggån / Hedströmmen under förra hälften av 1600-talet, och bland dess grundläggare nämns herrarna Hysing (släkten Hising), borgmästare i Köping.
På 1730-talet började greve Fredrik Gyllenborg, ägare till Uttersbergs och Bernshammars bruk, köpa in delar i Skinnskattebergs bruksegendom. Under hans ledning samordnades och utvidgades bruksrörelsen ytterligare på flera sätt. Efter Gyllenborgs död medförde ekonomiska problem att banken nödgades överta egendomarna. Bankokommissarierna överlät år 1771 Skinnskattebergs bruk med därunder lydande hemman till brukspatron Wilhelm Hising (1727-1790), som redan ägde Baggå. Genom hans son kemisten Wilhelm Hisinger kom bruket senare i familjen Heijkenskjölds ägo.
I slutet av 1880-talet omfattade Skinnskattebergs stångjärnsbruk, sågar, kvarnar och tegelbruk vilka taxerades till 629 000 kronor år 1889. Hammardriften hade dock nedlagts 1880 och då ersatts med ett valsverk. År 1907 övertogs ägandet av ett aktiebolag, Skinnskattebergs Bruks AB. Efter att bruksdriften helt nedlagts 1909 tog trä- och sågverksindustrin över som största arbetsgivare i Skinnskatteberg. De största företagen på orten är idag Skinnskatteberg Trä AB (förädling av träprodukter) och Systemair AB (fläktproduktion).
År 1935 hölls det första svenska mästerskapet i orientering här.

### Befolkningsutveckling
| Befolkningsutvecklingen i Skinnskatteberg 1950–2020 | Befolkningsutvecklingen i Skinnskatteberg 1950–2020 | Befolkningsutvecklingen i Skinnskatteberg 1950–2020 | Befolkningsutvecklingen i Skinnskatteberg 1950–2020 | Befolkningsutvecklingen i Skinnskatteberg 1950–2020 |
| --------------------------------------------------- | --------------------------------------------------- | --------------------------------------------------- | --------------------------------------------------- | --------------------------------------------------- |
|                                                     |                                                     |                                                     |                                                     |                                                     |
| År                                                  |                                                     |                                                     | Folkmängd                                           | Areal (ha)                                          |
| 1950                                                | 1950                                                |                                                     | 1 085                                               |                                                     |
| 1960                                                | 1960                                                |                                                     | 2 393                                               |                                                     |
| 1965                                                | 1965                                                |                                                     | 2 409                                               |                                                     |
| 1970                                                | 1970                                                |                                                     | 2 834                                               |                                                     |
| 1975                                                | 1975                                                |                                                     | 2 923                                               |                                                     |
| 1980                                                | 1980                                                |                                                     | 3 067                                               |                                                     |
| 1990                                                | 1990                                                |                                                     | 2 938                                               | 282                                                 |
| 1995                                                | 1995                                                |                                                     | 2 808                                               | 282                                                 |
| 2000                                                | 2000                                                |                                                     | 2 487                                               | 282                                                 |
| 2005                                                | 2005                                                |                                                     | 2 395                                               | 285                                                 |
| 2010                                                | 2010                                                |                                                     | 2 287                                               | 292                                                 |
| 2015                                                | 2015                                                |                                                     | 2 383                                               | 270                                                 |
| 2020                                                | 2020                                                |                                                     | 2 258                                               | 268                                                 |
|                                                     |                                                     |                                                     |                                                     |                                                     |

## Byggnader i urval
- Skinnskattebergs herrgård
- Skinnskattebergs kyrka
- Skinnskattebergs stationshus i tegel med putsad fasad uppfördes 1900 efter ritningar av Folke Zettervall.